# Patuljak (elektromagnetizam)
Patuljak, engl. elves-Emissions of Light and Very Low Frequency Perturbations from Electromagnetic Pulse Sources,  je vrsta pražnjenja oblaka, koja izgleda kao blijedi, spljošten sjaj, oko 400 km u promjeru i traje oko jednu milisekundu. Javlja se u ionosferi iznad grmljavinskih oblaka, oko 100 km iznad tla. Prvi put je snimljen 7 listopada 1990 godine. Smatra se da patuljak nastaje zbog pobude molekula dušika zbog sudaranja elektrona (moguće je da su elektroni pobuđeni s elektromagnetskim impulsima zbog električnog pražnjenja munje).

## Vanjske poveznice
- Kako nastaju patuljci iz munja (engleski)